# Wülfingen
Wülfingen (Betonung auf der ersten Silbe), früher: Wluinge, ist ein Stadtteil der Stadt Elze im Westen des Landkreises Hildesheim inmitten der Metropolregion Hannover-Braunschweig-Göttingen in Südniedersachsen.

## Geografie

### Geografische Lage
Wülfingen liegt westlich von Hildesheim am Rande der Region Hannover im Calenberger Land an der Landesstraße 461 und an der B 3.

### Nachbarorte
Rings um Wülfingen liegen:
| Springe               | Wisentgehege Springe | Pattensen | Schulenburg        | Burg Calenberg   |
| Eldagsen              | Hallerburg           | Adensen   | Schloss Marienburg | Nordstemmen      |
| Kloster Wülfinghausen | Alferde              |           | Poppenburg         | Hildesheim       |
| Wittenburg            | Sorsum               | Elze      | Betheln            | Beusterburg      |
| Hameln                | Mehle                | Gronau    | Barfelde           | Bad Salzdetfurth |

### Geologie
Ein Salzstock des Zechsteins in der Tiefe von −200 bis −900 m unter NN mit dem Namen Leinetal–Achse erstreckt sich vom Adenser Berg über Wülfingen, Sorsum, Mehle, Saale-Mühle, Sehlde, Eime, Banteln und von da an unter der Leine bis Freden. Durch Salzablaugung des Salzstockes in dieser Leinetal–Achse entstand eine Senke, durch die die Leine im Quartär nach der Elsterkaltzeit vor allem im frühen Drenthe-Stadium der Saalekaltzeit von Freden über Banteln, Eime, Sehlde, Saale-Mühle, Mehle, Sorsum und Wülfingen in das Hallertal floss. Dieser ehemalige Flusslauf der Leine lässt sich an mehreren Stellen durch Mittelterrassenkies der Leine nachweisen, den G. Lüttig auch in Wülfingen aufgefunden hat. Im breiten Nordtal der Leine östlich von Elze bildete sich in der Holstein-Warmzeit ein See. Dort entstand ein Durchbruchstal der Leine zwischen dem Teufelsberg und dem Großen Rammelsberg, in dem sich die Leine jetzt befindet.

## Geschichte

### Frühgeschichte
Funde, die im Landesmuseum aufbewahrt werden, zeigen Äxte und Spinnwirtel aus der Steinzeit, Schwert und Lanzenspitze aus der Eisenzeit. Archäologische Funde in der Wülfinger Feldmark lassen darauf schließen, dass das Gebiet um Wülfingen spätestens seit der Bronzezeit besiedelt war.
Es gab Funde von Hausgrundrissen und Keramik aus der römischen Kaiserzeit (circa 1 bis 375 n. Chr.) 200 Meter nördlich von Wülfingen im Kiesabbaugebiet am Moorweg und Münzfunde aus der römischen Kaiserzeit; ferner Funde von Knochen und Mooreichen im Kiesabbaugebiet.
1931 befanden sich noch auf dem Weißen Brink westlich von Wülfingen zwei Grabhügel aus dem Neolithikum, die zerstört sind; dort wurde um 1931 das Nackenfragment einer Steinaxt gefunden.

### Ortsname

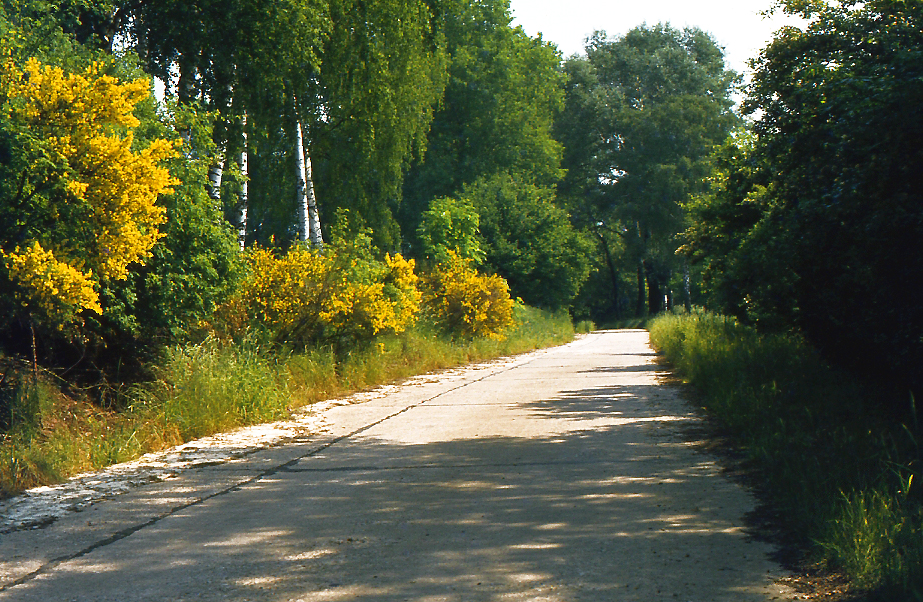
Von Wülfingen führt der „Holzweg“ auf die Finie

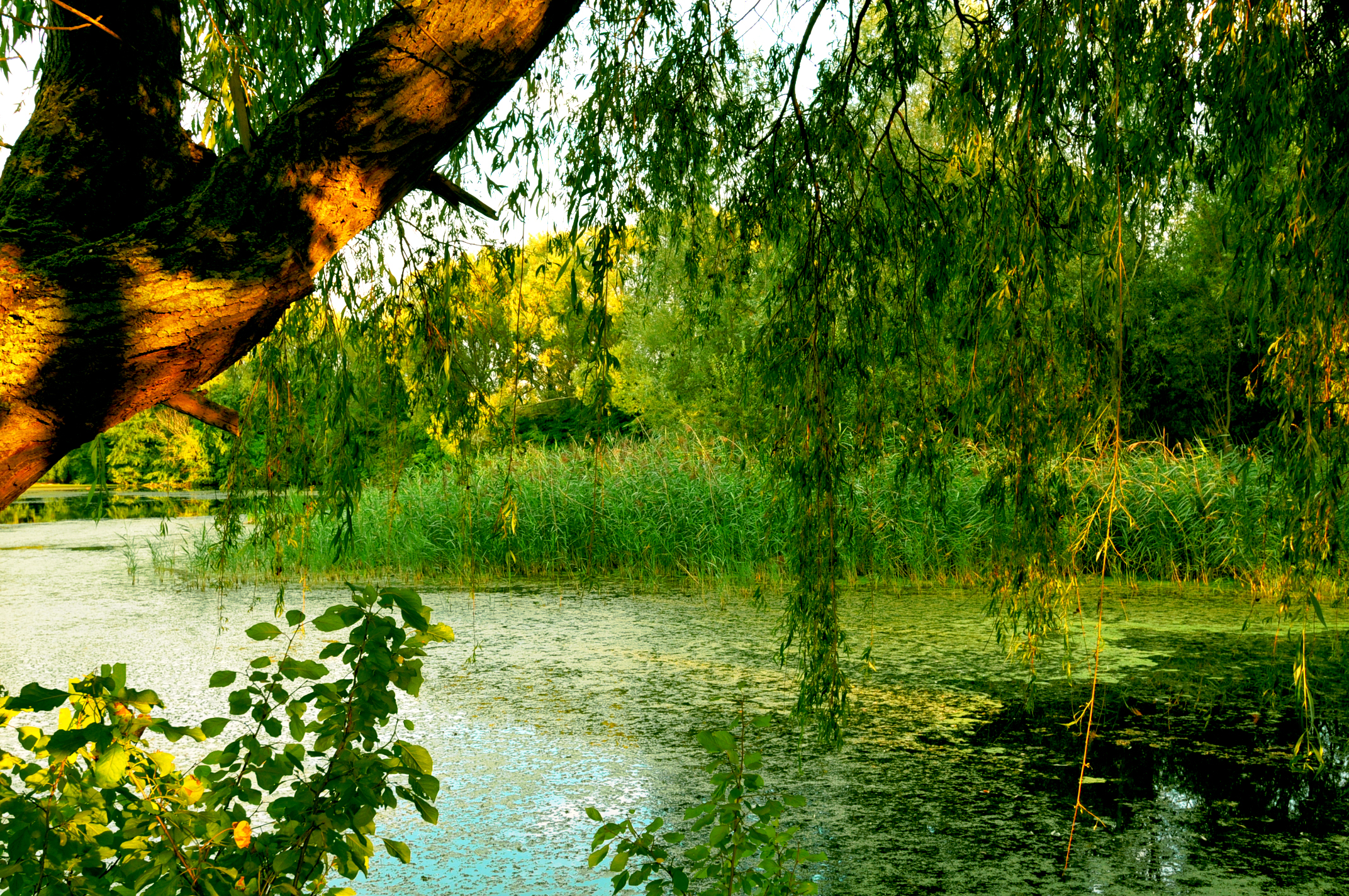
Feuchtbiotop in der Wülfinger Seenplatte

Gemäß der Ortsnamenforschung wurde Wülfingen wegen der Endung -ingen (Familiensiedlung) im Ortsnamen während der Landnahmezeit zwischen 300 und 500 n. Chr. gegründet.
Alte Schreibweisen von Wülfingen sind Wulvingen (1175) und Wolffing (1645). Jürgen Huck leitet den Ortsnamen Wülfingen unter Verweis auf Förstemann ab von „Siedlung eines Wulfs“. In der niederdeutschen Sprache heißt Wolf im Singular: Wulf, im Plural 1: Wülf, im Plural 2: Wülv.

### Ortsentstehung
Auf leichten Anhöhen oberhalb der Haller und Leine entstanden die Ortschaften Hardingsen und Wülfingen in der Nähe der „Alten Heerstraße“. Die Zuwegung zur „Alten Heerstraße“ erfolgte von Wülfingen über den „Holzweg“ zum Hohlweg an der „Helle“, durch den die „Alte Heerstraße“ verlief, und von Hardingsen über die „Hardingser Straße“. Die Ortschaften waren umgeben von Waldgebieten (Flurnamen „Eichenkammer“, „Finie-Holz“, „Wiedholz“) und Feuchtgebieten (Flurnamen „Bruch“, „Meerfeld“, „Meerwiese“, „Moorweg“, „Oheweg“, „Wellkamp“).

### Familie Bock von Wülfingen
Neben dem Kirchturm von Wülfingen lag die Stammburg der Familie Bock von Wülfingen. Die Adelsfamilie war im Lehns- und Dienstverhältnis zu den Bischöfen von Hildesheim. Bischof Athelog erwähnt erstmals 1175 einen „Hermann miles de Wlvingi“ = Hermann, Ritter von Wülfingen, und Bischof Conrad erwähnt im Jahre 1241 einen Hermann Bock von Wülfingen. Die Ortschaft Wülfingen wird erst 1290 urkundlich als eine Gründung des Ritters Albert Bock genannt. Bis zum Ende des 16. Jahrhunderts blieb der Wülfinger Barchfried der Stammsitz der Familie Bock von Wülfingen. Danach wurden die Stammsitze nach Elze und Bockerode verlegt. Die Familie Bock von Wülfingen besitzt noch in der Gegenwart das Patronat der Ev.-luth. Kirchengemeinde Wülfingen.

### Wasserwerk Poppenburg

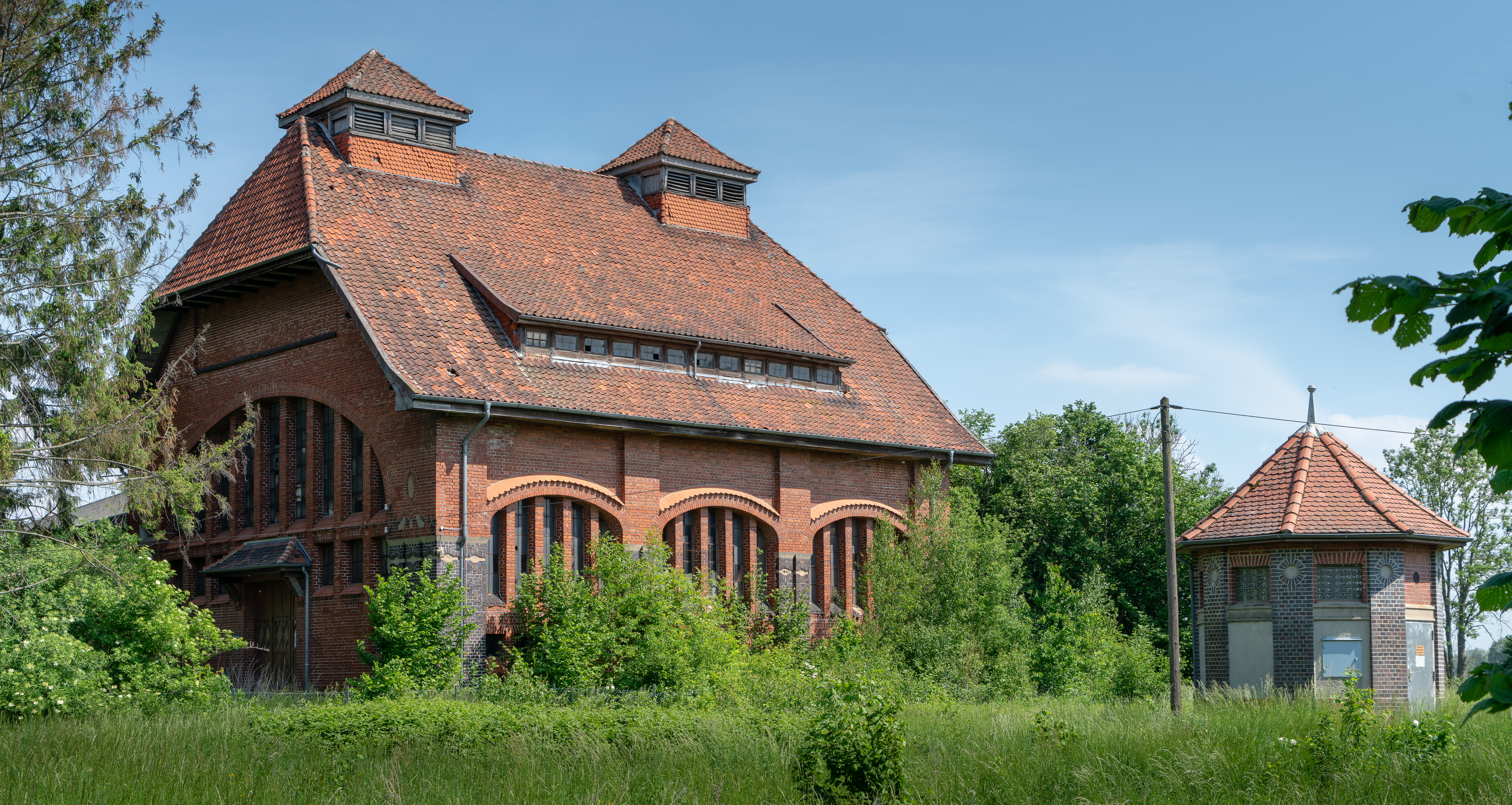
Maschinenhaus des Wasserwerkes Poppenburg, erbaut 1909–1911

Das Wasserwerk Poppenburg befindet sich in der Gemarkung Poppenburg an der nördlichen Seite der Wülfinger Straße (L 461) an der Gemarkungsgrenze von Wülfingen und Poppenburg. Das Wasserwerk ist umgeben von einem Wasserschutzgebiet, in dem sich auch der Ort Wülfingen befindet.
Weil die Stadt Hildesheim an Wassermangel litt und sich in der näheren Umgebung der Stadt kein Wasservorkommen fand, ließ sie im Jahr 1907 umfangreiche geologische und hydrologische Untersuchungen in der weiteren Umgebung von Hildesheim vornehmen. Im Frühjahr 1909 fand man bei Bohrungen in der Gemarkung Wülfingen in etwa 20 Meter Tiefe ausreichendes und qualitativ gutes Wasser. Die Stadt Hildesheim wollte deshalb an dieser Fundstelle eine große Fläche Ackerland kaufen und Wülfingen zusätzlich eine Wasserleitung mit kostenlosem Trinkwasser für das ganze Dorf zur Verfügung stellen. Der Gemeindeausschuss der Gemeinde Wülfingen fürchtete aber, dass Wülfingen durch den Bau eines Wasserwerkes das Wasser abgegraben und der Wasserspiegel abgesenkt würde; deshalb nahm der Gemeindeausschuss das Angebot nicht an, verweigerte den Hildesheimern das Befahren der Wülfinger Feldwege und hoffte, dass das Projekt dadurch scheitern würde.
Diese Erwartungen erfüllten sich nicht. Die Stadt Hildesheim kaufte im Jahr 1909 in der Gemarkung Poppenburg zu einem günstigen Preis ein an die Fundstelle grenzendes 125 000 m³ großes Feld. Nach zweijähriger Bauzeit wurde dort am 11. Juli 1911 das Wasserwerk Poppenburg in Betrieb genommen. Zum Wasserwerk gehören 9 Filterbrunnen, ein Sammelbrunnen mit 20 Meter Tiefe und die etwa 15 km lange Wasserleitung nach Hildesheim sowie die auf dem Grundstück erbauten Gebäude: das Maschinenhaus mit Dampfmaschinen, das an das Maschinenhaus angrenzende Kesselhaus, der 45 Meter hohe Schornstein und das Wohnhaus.
Bei der Anlage eines Saugkanals fanden die Arbeiter Anfang März 1911 ziemlich gut erhaltene Teile vom Schädel eines Mammuts mit zwei erhaltenen Backenzähnen. Man nahm an, dass der ganze Mammut an der gleichen Stelle lagerte und ebenso gut erhalten war wie der Schädel. Da der Fundort aber acht Meter unter der Erdoberfläche im Grundwasser lag, wurden seinerzeit keine Arbeiten zur Freilegung unternommen.
Im Jahr 1935 wurden die bisher mit Dampfmaschinen angetriebenen Pumpanlagen auf Stromantrieb umgestellt. Zwei Kreiselpumpen mit 150 m³/h wurden eingebaut und am 6. April 1935 in Betrieb genommen. Das im Jugendstil gebaute Haus steht unter Denkmalschutz. Das Technische Hilfswerk vom Ortsverband Hildesheim sprengte im Juni 1959 den 45 Meter hohen Schornstein vom Wasserwerk. Der Maschinenraum im Maschinenhaus ist leergeräumt. Im Jahr 1955 erhielt Wülfingen eine Wasserleitung; das Trinkwasser muss nun bezahlt werden. Das Wasserwerk wird seit 1976 über eine im Hochbehälter Rotsberg installierte Fernwirkanlage ferngesteuert und überwacht. Die Stadtwerke Hildesheim besitzen das Recht, bis zum 31. Dezember 2026 jedes Jahr im Wasserwerk Poppenburg bis zu 1,64 Millionen m³ Grundwasser zu fördern.

### Judenverfolgung
Laut Schreiben der Geheimen Staatspolizei (Staatspolizeileitstelle Hannover) vom 8. Februar 1945 war Helene Brockmann geb. Großmann aus Wülfingen am 19. Februar 1945 zum Abtransport in das Konzentrationslager Theresienstadt vorgesehen. Die geborene Jüdin, die aus Anlass ihrer Eheschließung zum ev.-luth. Glauben konvertiert war, hatte Wülfingen ohne Wissen ihres Mannes und Sohnes vor ihrer Verhaftung verlassen, war unter dem falschen Namen Dr. Buchinger als Krankenschwester untergetaucht und kehrte als Totgeglaubte erst nach dem Zweiten Weltkrieg nach Wülfingen zurück. Ihr Ehemann Harald Brockmann starb am 13. Juni 1945 noch vor ihrer Rückkehr.

### Eingemeindungen
Am 1. März 1974 wurde Wülfingen, das bis dahin dem Landkreis Springe angehörte, in die Stadt Elze eingegliedert.

### Einwohnerentwicklung
| Datum | Einwohner |
| ----- | --------- |
| 1812  | 483       |
| 1858  | 476       |
| 1871  | 465       |
| 1888  | 431       |
| 1910  | 386       |
| 1925  | 500       |
| 1933  | 468       |
| 1939  | 483       |
| 1946  | 1200 1    |
| 1950  | 10600     |

| Datum | Einwohner |
| ----- | --------- |
| 1961  | 792       |
| 1970  | 720       |
| 2008  | 828       |
| 2009  | 808       |
| 2011  | 795       |
| 2014  | 804       |
| 2018  | 777       |
| 2022  | 834       |
| 2024  | 803       |

1 Angabe schätzungsweise
(Quellen: 1910, 1925–1939, 1950, 1961–1970, 2011–2014 laut Versionsgeschichte, 2018)

## Politik

### Stadtrat und Bürgermeister
Auf kommunaler Ebene wird Wülfingen vom Rat der Stadt Elze vertreten.

### Ortsvorsteher
Der Ortsvorsteher von Wülfingen ist Jens Flörke. Sein Stellvertreter ist Sascha Basso.

## Religion

### Evangelisch-lutherische Kirchengemeinde
Bis zur Trennung von Kirche und Staat war die Kirchengemeinde zuständig für die Aufgaben des Standesamtes und der Schule. Nachdem sich die Reformation in Wülfingen am 16. April 1543 durchgesetzt hatte und die Kirchengemeinde Wülfingen evangelisch-lutherisch geworden war, wurde 1543 in Wülfingen ihre Schule gegründet. Das Lehreramt war mit dem Organistenamt und dem Küsteramt verbunden. Noch heute nimmt sie die Aufgaben der Friedhofsverwaltung wahr.
Bis zum Jahr 1924 verfügte die Kirchengemeinde Wülfingen allein über einen eigenen Pastor. Dann wurden die Kirchengemeinden Adensen und Wülfingen als selbständige Kirchengemeinden unter einem gemeinsamen Pfarramt zusammengeschlossen. Der rechtliche Sitz des Pfarramtes war Wülfingen. Der Wohnsitz des Pastors befand sich zunächst in Wülfingen und seit 1947 in Adensen. Mit Wirkung vom 1. Juli 2010 wurde die pfarramtliche Verbindung der Kirchengemeinden Adensen und Wülfingen von der Evangelisch-lutherischen Landeskirche Hannovers aufgehoben. Die Ev. Kirchengemeinde Wülfingen gehört seitdem zu dem Pfarramt I Mehle in Elze. Die Pfarrstelle Mehle versorgt die Ev.-luth. Kirchengemeinden Mehle-Sehlde, Esbeck und Wülfingen. Die Kirchengemeinde Wülfingen wird weiterhin von einem eigenen Kirchenvorstand geleitet, der auch die Trägerschaft der Friedhofsverwaltung von Wülfingen wahrnimmt.
Seit dem 1. Januar 2012 gehört die Evangelisch-lutherische Kirchengemeinde Wülfingen zum Ev.-luth. Kirchengemeindeverband Elze-Eime, der aus den neun Ev.-luth. Kirchengemeinden Deilmissen, Deinsen, Dunsen, Elze, Eime, Esbeck, Mehle-Sehlde und Wülfingen mit insgesamt rund 7380 Mitgliedern besteht. Ziel und Zweck des Gemeindeverbandes, der früher als Gemeindeverband Leinetal Elze-Eime bezeichnet wurde, ist die enge inhaltliche, personelle und finanzielle Zusammenarbeit der beteiligten Kirchengemeinden und Pfarrämter bei der Erfüllung ihrer gemeindlichen Aufgaben. Organ des Gemeindeverbandes ist der Verbandsvorstand, der aus zwölf Mitgliedern besteht.

### Evangelisch-lutherisches Gemeindehaus

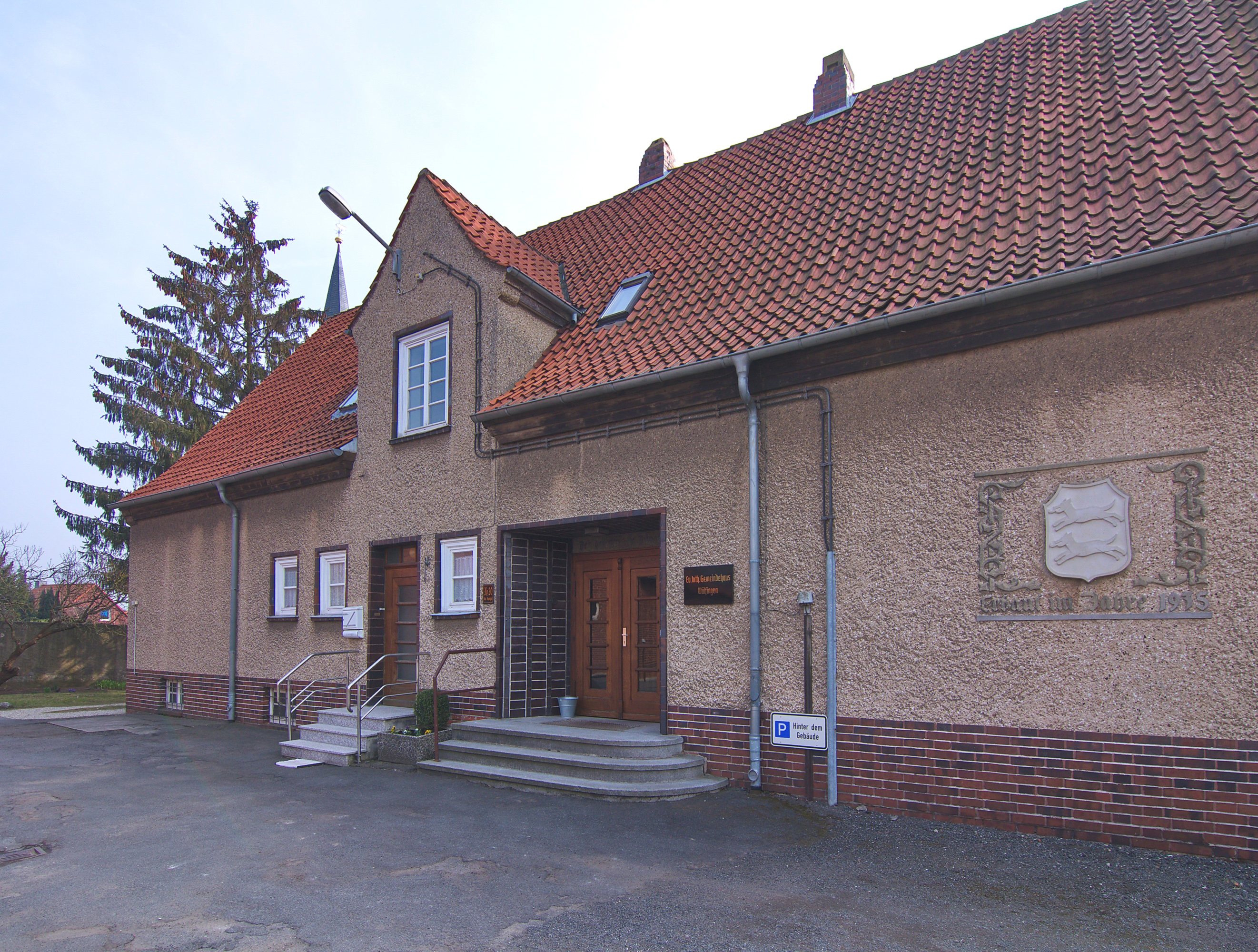
Das Gemeindehaus der Evangelisch-lutherischen Kirchengemeinde Wülfingen befindet sich im angekauften Gebäude der ehemaligen Grundschule, das 1935 erbaut wurde. Rechts vom Eingang sieht man ein Relief mit dem Erbauungsdatum und dem Wappen von Wülfingen, das zugleich das Wappen der Familie Bock von Wülfingen ist.

Nachdem sich die Reformation in Wülfingen durchgesetzt hatte, wurde im Gegensatz zu den damals üblichen Lateinschulen in Wülfingen eine deutschsprachige Schule gegründet, damit jeder den Zugang zum Erlernen der deutschen Sprache und zum Lesen der deutschsprachigen Lutherbibel finden konnte. Bis Ende des 19. Jahrhunderts befand sich die Schule in der Trägerschaft der Ev.-luth. Kirchengemeinde Wülfingen. Der Lehrer war zugleich Küster und Organist von Wülfingen.
Im Jahr 1935 baute die Gemeinde Wülfingen auf dem Grundstück zwischen dem Friedhof und der Gasse „Klappe“ ihre neue Schule. In der Schule befand sich im Erdgeschoss eine Lehrerwohnung und ein Schulzimmer, im ersten Stockwerk gab es verschiedene Räume, die als Schulräume und als Lehrerwohnung genutzt werden konnten. Zwischen der Schule und der „Klappe“ befand sich damals eine Hecke aus
Weißen Maulbeerbäumen. Die grünen Blätter der Weißen Maulbeere dienten als Futter für gezüchteten Seidenspinner. Deren Puppen wurden im Zweiten Weltkrieg zur Gewinnung von Seide für Fallschirme genutzt.
Nachdem die Stadt Elze den Schulunterricht aus Wülfingen in die Schule von Mehle verlegt hatte, konnte der Kirchenvorstand im Jahr 1984 das Schulgebäude von der Stadt Elze ankaufen und als Gemeindehaus und Küsterhaus nutzen. In den folgenden Jahren renovierte der Kirchenvorstand das Gebäude, baute die Toiletten um, kaufte die Teeküche und baute neue Fenster ein.
Von 1970 bis 1985 hatte die Kirchengemeinde im Rahmen eines Nutzungsvertrages mit der Stadt Elze Räume der Mehrzweckhalle Wülfingen als Archivraum, Pfarrbüro und Unterrichtsraum für Konfirmanden angemietet. Nach der Renovierung des Gemeindehauses wurde der Nutzungsvertrag gekündigt und das Inventar in das Gemeindehaus überführt. Im Jahr 1995 ersetzte der Kirchenvorstand den Schulhof durch Parkplätze und einen „Platz im Grünen“ für die Gemeindefeste.
An der Vorderseite des Gemeindehauses befindet sich das Wülfinger Wappen, das sich beim Kauf in einem schlechten Zustand befand. Im Jahr 1995 wurde das defekte Wappen von der Familie Bock von Wülfingen in Naturstein ersetzt. Der Heimatbund Wülfingen übernahm den Ersatz der beschädigten Jahreszahl 1935 in der Inschrift „Erbaut im Jahre 1935“. Nach dem Gottesdienst am 12. Mai 1995 wurde das Wappen von dem Patronatsvertreter Wolfram Bock von Wülfingen enthüllt. Danach wurde der Platz im Grünen hinter dem Gemeindehaus eingeweiht.

### Marienkirche

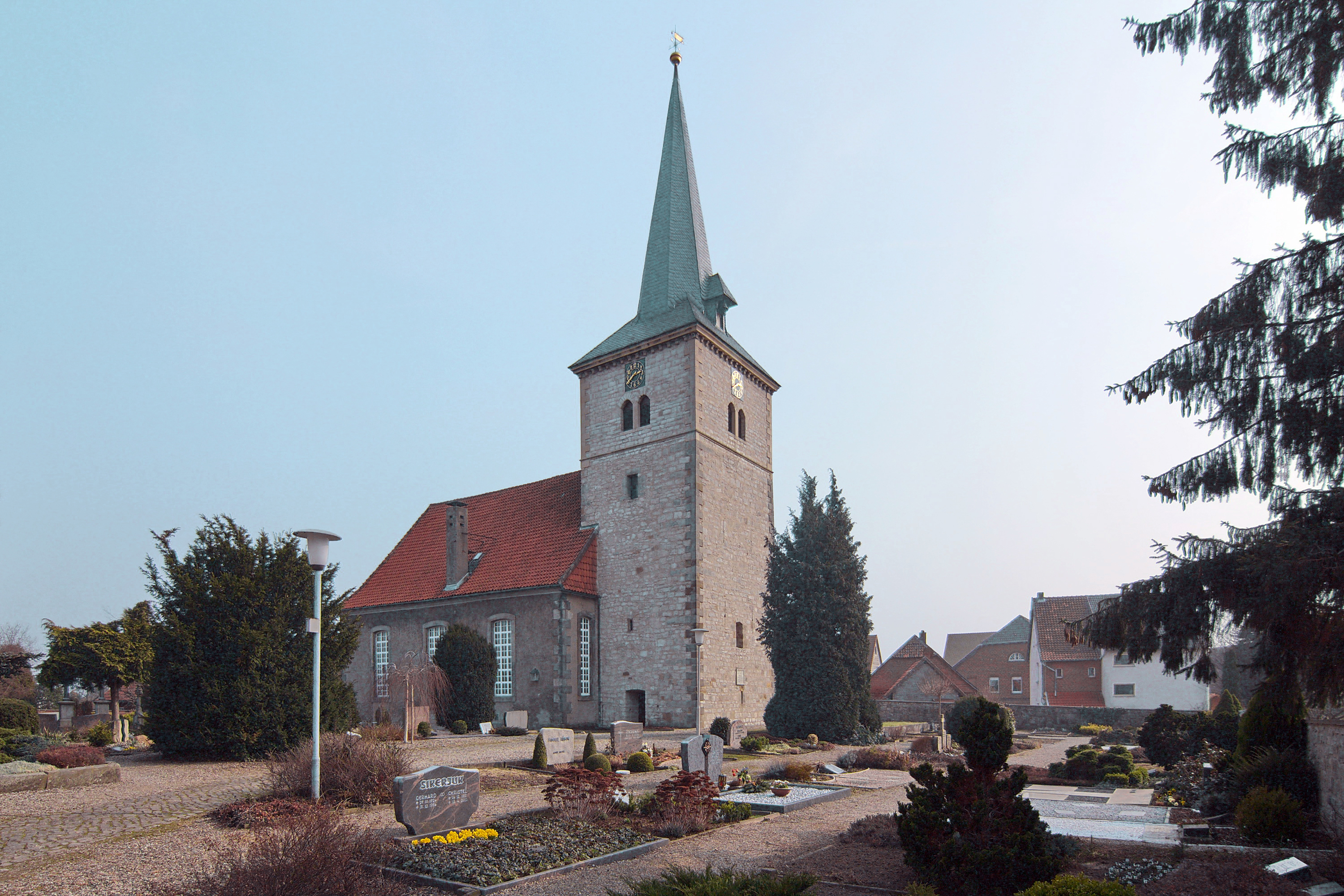
Die Marienkirche steht inmitten des Friedhofes. Rechts vom Kirchturm stand bis zum Ende des 16. Jahrhunderts der Barchfried, der Stammsitz der Familie Bock von Wülfingen.

Die evangelisch-lutherische Marienkirche von Wülfingen steht inmitten des Friedhofes. Die erste Kirche war die romanische Kirche von 1290, die als Eigenkirche der Patronatsfamilie Bock von Wülfingen erbaut wurde. Die zweite Kirche wurde im Jahr 1501 als Renaissance-Kirche an gleicher Stelle errichtet; sie hatte eine Länge von 60 Fuß (17,53 Meter) und eine Breite von 20 Fuß (5,84 Meter); der gleichzeitig erbaute Turm besaß eine Breite von 18 Fuß (5,26 Meter) und nach dem Aufsatz der Turmspitze im Jahr 1585 eine Höhe von 80 Fuß (23,37 Meter). An die Kirche angebaut war die Sakristei (1501) und ein Leichhaus (1649). Die dritte Kirche wurde in den Jahren 1769 bis 1773 als Rokoko-Kirche an den vorhandenen Turm angebaut. Sie ist nahezu unverändert erhalten. Der Kirchturm wurde im Lutherjahr 1883 vom Bandgesimse an um ein Glockengeschoss erhöht und mit einem Turmhelm versehen. In der Glockenstube befinden sich neben der Glocke von 1510 drei Glocken von 1952 in der melodischen Tonfolge b-des-es-f und die Schlagglocke von 1592.

## Kultur und Sehenswürdigkeiten

### Gedenkstätte

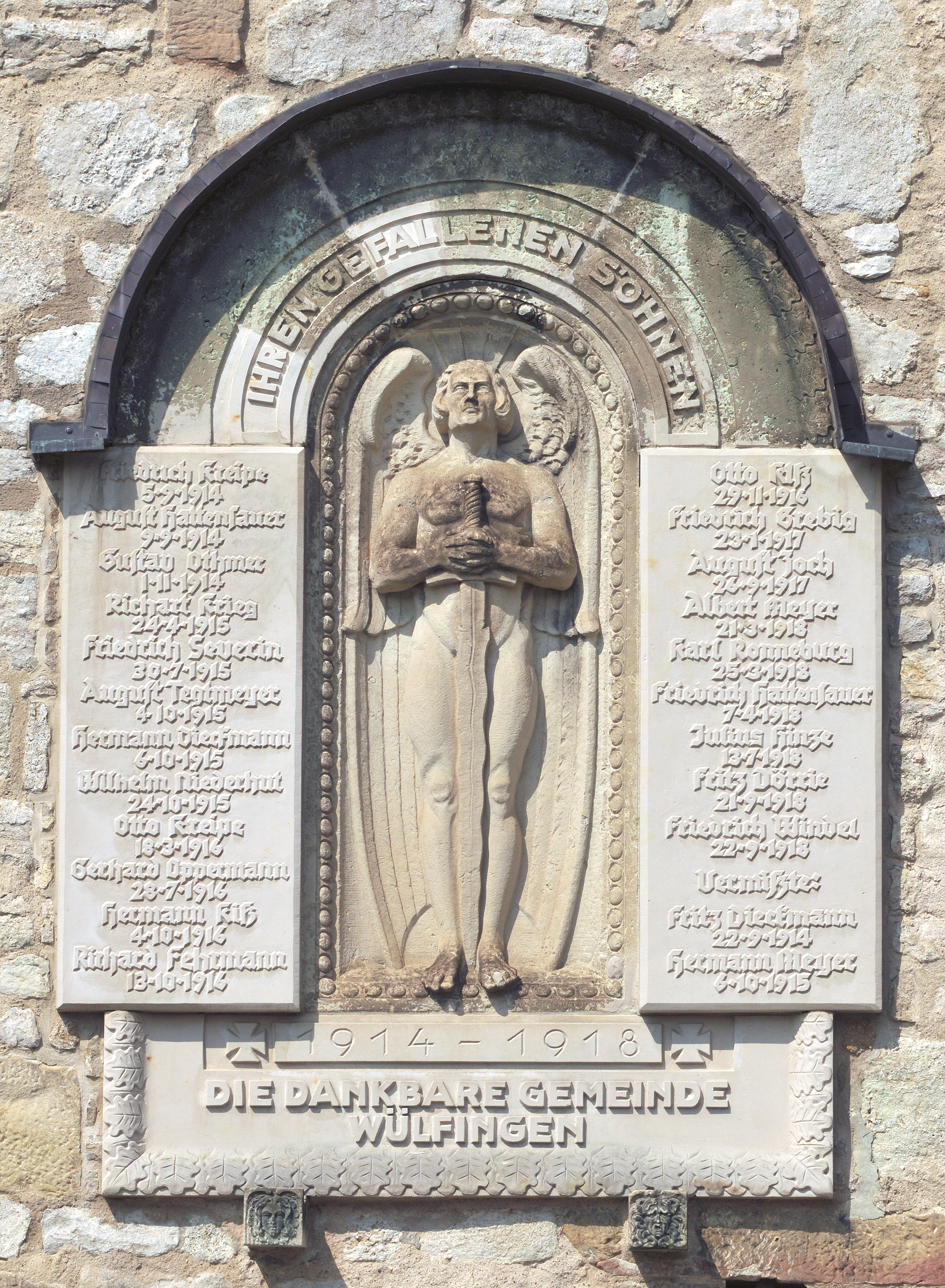
Gedenktafel für die Gefallenen und Vermissten des Ersten Weltkrieges an der südlichen Wand des Kirchturms in Wülfingen

An der Südseite des Kirchturmes liegt die Gedenkstätte für die Gefallenen und Vermissten der beiden Weltkriege. Die Gedenktafel zum Ersten Weltkrieg befindet sich an der Wand des Kirchturms, davor liegt der Gedenkstein zum Zweiten Weltkrieg. Daneben steht eine Bank für die Hinterbliebenen.
Die Gedenktafel für die Gefallenen und Vermissten des Ersten Weltkrieges wurde im Februar 1921 beschlossen. Sie wurde vom Bildhauer Küsthardt aus Hannover geschaffen und am Reformationstag, den 31. Oktober 1921, eingeweiht. Sie zeigt den Cherub mit dem flammenden blitzenden Schwert am Eingang des Paradieses, der den Zugang zu dem Baum des Lebens bewacht. (Gen 3,24 )
Im Jahr 2001 wurde die Gedenktafel vom Steinmetzmeister Willi Lohse aus Elze restauriert und vom Dachdeckermeister Heinrich Diehe aus Wülfingen mit einer Abdeckung versehen. Ebenfalls im Jahre 2001 wurde der Gedenkstein für die Gefallenen und Vermissten des Zweiten Weltkrieges gereinigt und vor der Gedenktafel aufgestellt. Die Einweihung der renovierten Gedenkstätte geschah in einer Gedenkstunde am 19. Mai 2001.

### Ortswüstung Hardingsen
Hardingsen ist eine wüst gefallene Siedlung in einer Größe von etwa 3 ha. Sie lag nordwestlich von Wülfingen und südlich von der Haller im Südosten des Flurstücks Hoeben am Westrand des Flurstücks Rothenbleek und am Nordostrand des Flurstücks Strengenfeld in der Nähe der Alten Heerstraße von Hannover nach Kassel. Die Ortswüstung wird heute durch die B 3 und den Feldweg Hardingser Weg durchschnitten. Die Lage der Ortswüstung kann durch die Flurnamen Hoeben, In den Höfen, Hardingser Anger und Hardingser Kirchhof eingegrenzt werden. Südlich der Rosenmühle liegen die Flurteile Hardingser Bruch und Bei der Hardingser Straße. Nach den bisherigen Forschungsergebnissen wurde Hardingsen im späten 8. Jahrhundert oder in der ersten Hälfte des 9. Jahrhunderts gegründet. Wenige prähistorische Keramikfunde im nördlichen Randbereich der Siedlungsfläche lassen die noch nicht gesicherte Annahme zu, dass hier bereits in der Spätlatènezeit oder der römischen Kaiserzeit eine Siedlung bestanden hat. Funde mittelalterlicher Keramik zeigen, dass Hardingsen danach kontinuierlich bis in das 15. Jahrhundert hinein bewohnt und frühestens um die Mitte des 15. Jahrhunderts verlassen wurde. Ehemalige Bewohner von Hardingsen siedelten sich in Wülfingen an und erbauten dort fünf Meierhöfe und vier Kötnerstellen. Es waren Meierhöfe von Oppermann, Mohnke-Severin, Rusche, Warnecke und Kötnerstellen von Weber-Kleine, Oehlerking, Brandes und Blume. Nach mittelalterlichen Urkunden sind bereits 1460 in Hardingsen gelegene Höfe von Wülfingen aus bewirtschaftet worden. Da aber auch Scherben einer besonderen Keramik in Hardingsen gefunden wurden, die zwischen 1450 und 1530/40 hergestellt und verwendet wurde, könnten auch noch nach dem Jahr 1460 Bauern in Hardingsen auf ihren Höfen gewohnt haben.

### Hardingser Fest
In Erinnerung an die Landwirte aus Hardingsen, die Hardingsen verließen und nach Wülfingen übersiedelten, feierten die Wülfinger Landwirte in Wülfingen das sogenannte Hardingser Fest, das bis zum Jahre 1846 alljährlich in der Fastnachtszeit begangen wurde. Es wurde am 12. Februar 1941 erstmals wieder gefeiert. Dabei sprach der Bauer Alfred Warnecke über den Sinn des Festes und Geschichtliches über Hardingsen und die Höfe der ehemaligen Hardingser in Wülfingen. Im letzten Viertel des 20. Jahrhunderts feierten die Wülfinger Landwirte als gesellschaftliches Ereignis erneut das Hardingser Fest.

## Infrastruktur

### Vereinswesen

#### Gemischter Chor Wülfingen
1924 begann der Gemischte Chor Wülfingen als Männergesangverein. 1958 gab es daneben einen Frauenchor, der sich 1964 mit dem Männergesangverein zum Gemischten Chor Wülfingen zusammenschloss. Der Gemischte Chor Wülfingen bildete mit den Chören aus Groß Escherde (ab 1979), Betheln (ab 1984) und Nordstemmen (ab 1989) die Chorgemeinschaft Marienberg, die bis zum 1. Dezember 2013 bestand. Das Abschiedskonzert des Gemischten Chores Wülfingen fand am 1. Dezember 2013 in der Marienkirche Wülfingen statt. Der Gemischte Chor Wülfingen wurde 2014 wegen des Alters der Mitglieder aufgelöst.

#### Weitere Vereine
In Wülfingen gibt es die folgenden örtlichen Vereine (Stand 19. Juli 2017):
- Die Akkordeongruppe Wülfingen wurde im Jahr 1981 von Ulla Nettelrodt gegründet. Sie arbeitete von 1981 bis 2013 mit der Chorgemeinschaft Marienberg zusammen.
- Die Freiwillige Feuerwehr Wülfingen wurde im Jahr 1876 gegründet. Der Ortsbrandmeister ist Uwe Wieckhorst.
- Der Heimatbund Wülfingen wurde 1933 auf Initiative von Alfred Warnecke gegründet. Der 1. Vorsitzende ist Walter Heuer.
- Der Landfrauenverband Wülfingen hat Mitglieder in den Orten Adensen, Alferde, Boitzum, Hallerburg, Sorsum, Wittenburg und Wülfingen. Die Vorsitzenden sind: Karen Storre, Ilsemarie Lendzian und Monika Köhsel.
- Der Ortsverein des Deutschen Roten Kreuzes wurde am 20. Februar 1927 gegründet. Zum Ortsverein gehören eine Senioren-Gymnastikgruppe und eine Volkstanzgruppe. Die 1. Vorsitzende ist Petra Lübon.
- Der Ortsverein des Sozialverbandes Deutschlands besteht seit 1955. Der 1. Vorsitzende ist Werner Rieche.
- Der SV Wülfingen wurde im Jahr 1923 gegründet. Im Herren-Fußballbereich besteht seit 1988 eine Spielgemeinschaft mit dem VfL Adensen-Hallerburg. 1. Vorsitzender des SV Wülfingen ist Jörg Fasold.

### Feuerwehr in Wülfingen

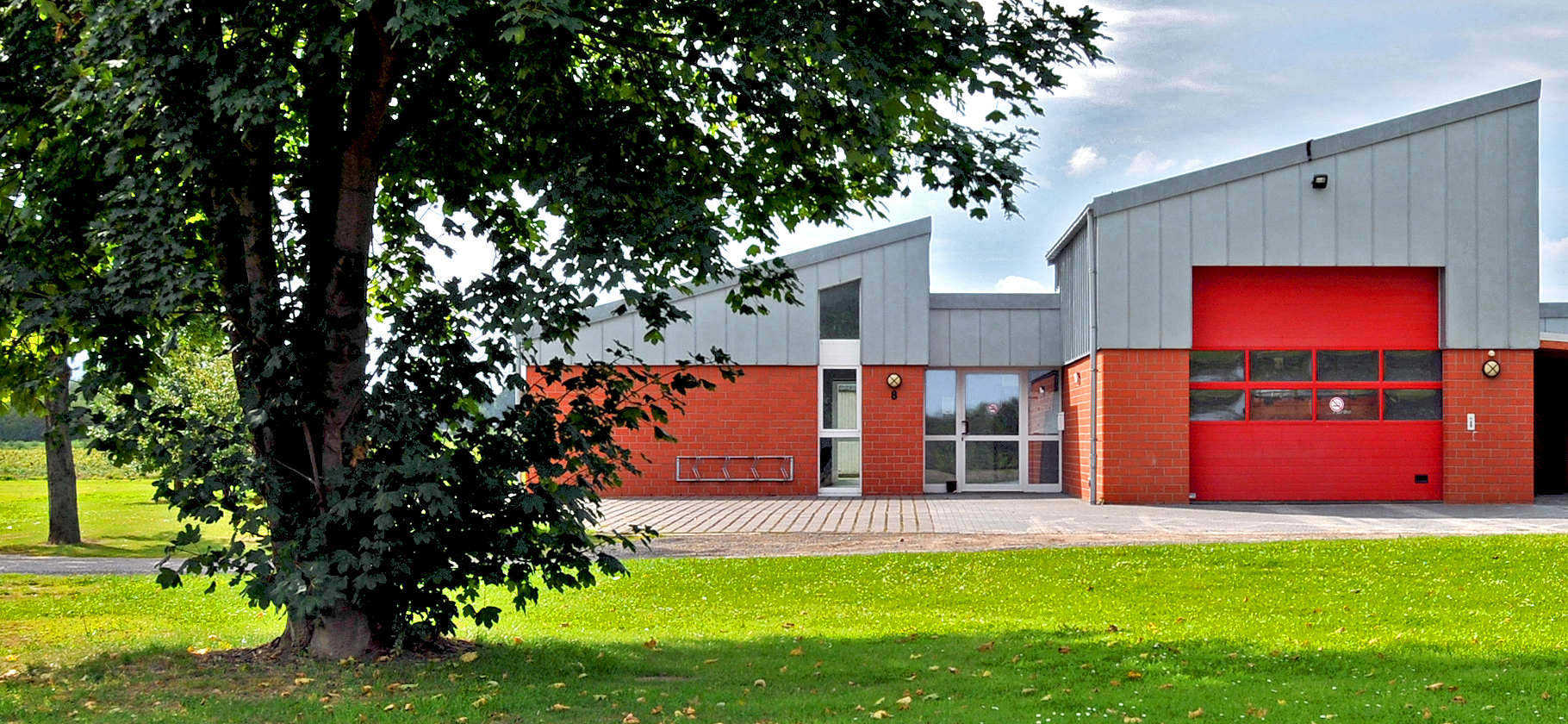
Feuerwehrhaus in Wülfingen

Brände wurden bis 1750 nicht gelöscht, es wurden stattdessen Menschen, Vieh und Habe gerettet, da die meisten Häuser Reetdächer hatten und schnell niederbrannten. Im Jahr 1750 gab es aber die erste Feuerversicherung als Pflichtversicherung. Jedes Haus bekam eine Hausnummer und einen Feuereimer, der diese Hausnummer trug. Im Fall eines Brandes wurde mit der Kirchenglocke zum Löscheinsatz gerufen. Jeder Bürger und Bauer musste in die Feuerversicherung eintreten und sich mit seinem ledernen Feuereimer an der Löschung von Bränden beteiligen. Die ersten Feuerlöschgerätschaften waren mehrere Feuerleitern und Feuerhaken, drei Strahlrohre, einige Längen Schläuche und sechs lederne Feuereimer.
1840 erbaute die Gemeinde am Thie ein Spritzenhaus und kaufte dafür eine 469 Thaler teure vierspännig zu bespannende Feuerspritze, die mit Wasser aus den ledernen Feuereimern befüllt wurde und über eine Handdruckspritze verfügte. Diese Handdruckspritze wurde 1877 durch eine Saugvorrichtung ersetzt und bis 1939 benutzt.
Am 10. Januar 1876 gründeten 36 Feuerwehrkameraden die Freiwillige Feuerwehr Wülfingen. Die Uniformierung bestand aus braunen Wollröcken mit schwarzen Gurtkoppeln und schwarzen Lederhelmen, die mit Messingraupe und mit den Buchstaben WF versehen waren. Die Feuerwehrkameraden nahmen bald auch an Einsätzen in Nachbardörfern teil. 1903 kauften sie eine Karrenspritze und 1914 eine mit Pferden bespannbare Handdruckspritze.
Nach den 1933 und 1938 erlassenen Gesetzen über das Feuerlöschwesen im Dritten Reich wurde die Feuerwehr der Ordnungspolizei als Hilfspolizeitruppe unterstellt. 1934 wurde mit der Anschaffung von zwölf Tragkraftspritzen TS 8 der Anfang der Motorisierung des Feuerlöschwesens im Landkreis Springe gemacht. Mit vier vorhandenen Kraftspritzen wurden 16 Feuerlöschverbände gebildet, von denen einer der Feuerlöschverband Hallermundt wurde, der aus Adensen, Hallerburg, Alferde, Sorsum, Wittenburg und Wülfingen bestand. Wülfingen war der Standort einer Magirus TS 8. Im Jahr 1942 wurde die Hitlerjugend der Feuerwehr zugeordnet.
Als im Verlauf des Zweiten Weltkrieges Städte und Dörfer in immer stärkerem Maße dem Bombenkrieg ausgesetzt waren, wurde die Umbildung der Löschverbände in Unterkreise verfügt. Wülfingen wurde Unterkreis V des Landkreises Springe. Aus den Unterkreisen wurden zwei Löschbereitschaften zusammengestellt, von denen die erste nach Luftangriffen Löschhilfe zu leisten hatte. Die Löschbereitschaft kam bei elf Großangriffen zum Einsatz, davon neunmal in Hannover, einmal in Hameln und einmal in Hildesheim. Die letzten beiden Einsätze der Bereitschaft waren am 23./24. März in Hildesheim und am 25. März in Hannover.
Nach dem Zweiten Weltkrieg war die Militärregierung an einem schnellen Aufbau des Feuerlöschwesens stark interessiert. Schon im September 1945 ging die Verwaltung des Feuerlöschwesens wieder in deutsche Hände über. Ab 1949 musste die Gemeinde die Unterhaltung der Feuerwehr übernehmen. Im Jahr 1951 wurde die Magirus TS 8 durch ein Löschgruppenfahrzeug LF 8 der Firma Graff (Elze) ersetzt. 1971 bezog die Feuerwehr das Feuerwehrhaus bei der neu gebauten Mehrzweckhalle. Gleichzeitig wurde das 1951 angeschaffte LF 8 durch ein LF 8 Bachert-Bad Friedrichshall ersetzt. 1977 erhielt die Feuerwehr die Tragkraftspritze TS 8 und drei Atemschutzgeräte.
Am 16. Oktober 1993 übergab die Stadt Elze der Feuerwehr das neue Löschfahrzeug LF 8/6 mit Tragkraftspritze, Heckpumpe, 600-Liter-Wassertank, Steckleiter, Schlauchmaterial, modernen Hohlstrahlrohren und vier Atemschutzgeräten. Im Juni 2001 wurde das neu errichtete Feuerwehrhaus in der Straße Im Teiche mit einem Tag der offenen Tür festlich eingeweiht.
Im Jahr 2016 besteht die Einsatzkleidung aus Spezialgewebe mit einem Maximum an Sicherheit für die Einsatzkräfte. Der Helm besteht aus Glasfaser. Die Feuerwehrfrauen und Feuerwehrmänner verfügen jeweils über eine eigene persönliche Schutzausrüstung.

## Persönlichkeiten

### Söhne und Töchter des Ortes
- Michael Horst Dißmer (* 1969), Elektromeister, erhielt 2015 den vom Landkreis Hildesheim verliehenen „Preis für Zivilcourage“ und den vom ZDF und von der Produktionsfirma der Sendung Aktenzeichen XY … ungelöst verliehenen „XY-Preis für Zivilcourage“, er hatte mit seinem umsichtigen Eingreifen dafür gesorgt, dass drei Einbrecher in Wülfingen von der Polizei auf der Flucht festgenommen werden konnten[41]

### Personen, die mit dem Ort in Verbindung stehen
- Friedrich Ludwig Arnold Taberger (1739–1810), Zinngießer, Arbeiten von ihm befinden sich u. a. in der Wülfinger Kirche
- Karl Bock von Wülfingen (1772–1852), hannoverscher Generalleutnant, war Herr auf Bockerode und Wülfingen
- Burghard Bock von Wülfingen (1874–1950), preußischer Landrat, war Mitinhaber der Güter Elze mit Wülfingen
- Erich Pollähne (1915–2005), Feinmechaniker und Künstler, gehört zu den bedeutendsten Sonnenuhr- und Phänobjekt-Erbauern der Moderne, erschuf die Wand-Sonnenuhr für die Marienkirche von Wülfingen
- Hartwig Othmer (* 1963), Jurist, Richter am Bundessozialgericht in Kassel, er war rund 15 Jahre lang bis zum Anfang des Jahres 2017 Ortsvorsteher in Wülfingen, Grund für die Beendigung dieses Ehrenamtes war die festgestellte rechtliche Kollision von seinem Beruf und dem Ehrenamt „Ortsvorsteher“, wuchs in Wülfingen auf
- Thomas M. Bohn (* 1963), der Gießener Historiker verbrachte die ersten Monate seines Lebens im Hause seiner Großmutter Anna Bohn-Ronkova und ist seit seiner Geburt Mitglied im Wülfinger Sportverein.

## Kartenwerke
- Karte: „Infanterie-Läger“, Lithografische Anstalt des Königlichen Generalstabes 1858.
- Heinz Weber (Bearb.): Flurnamenkarten 1:10.000 Blatt 5/2 Alferde des Landkreises Hannover und Flurnamenlexikon Alferde. Hannover 1986.

## Belege
1. 1 2 3  
Zahlen und Daten. In: Internetseite Stadt Elze. 30. Juni 2022, abgerufen am 5. Juli 2022.
2. ↑  
Adolf Hoffmann: Erläuterungen zur Geologischen Karte von Preußen und benachbarten deutschen Ländern. Blatt Elze, Lieferung 265, Gradabteilung 41, Nr. 51. In: Preußische Geologische Landesanstalt (Hrsg.): Geologische Karte von Preußen und benachbarten deutschen Ländern. Nr. 2089. Berlin 1927, S. 7–10.
3. ↑  
Naturhistorische Gesellschaft Hannover (Hrsg.): Geologische Wanderkarte Landkreis Hannover. 1:100.000. 2. Auflage. Eigenverlag, Hannover 1977.
4. ↑  
Heinz Jordan: Geologische Wanderkarte Leinebergland. 1:100.000. Hrsg.: Niedersächsisches Landesamt für Bodenforschung, Verkehrsverein Leinebergland. 2. Auflage. Eigenverlag, Hannover 1989, OCLC 889217790.
5. ↑  
Gerd Lüttig: Neue Ergebnisse quartärgeologischer Forschung im Raume Alfeld–Hameln–Elze. In: Geologisches Jahrbuch. Band 77. Hannover Juni 1960, S. 337–390 (→ Siehe: S. 378–382).
6. ↑  
Thomas Lessig: Die archäologischen Fundstellen im Landkreis Hildesheim. Ein Katalog der archäologischen Bodendenkmale und Funde bis 2000. Hildesheim 2001, S. 80–81, Nr. 703–714 (→ Siehe: Fundkarte und Tafel 17, Nr. 705).
7. ↑  
Roland Webersinn: Eine Siedlungsstelle der römischen Kaiserzeit bei Wülfingen an der mittleren Leine. In: Die Kunde: Zeitschrift für niedersächsische Archäologie, 1983/84. Nr. 34/35, 1984, ISSN 0342-0736, S. 237–245.
8. ↑  
Frank Berger: Die Fundmünzen der römischen Zeit in Deutschland. Abt. VII. Niedersachsen und Bremen. Band 4–9. Wissenschaftliche Buchgesellschaft (WBG), Berlin 1988, S. 86 (→ Siehe unter: 4076.1.).
9. ↑  
Thomas Lessig: Die archäologischen Fundstellen im Landkreis Hildesheim. Ein Katalog der archäologischen Bodendenkmale und Funde bis 2000. Hildesheim 2001, S. 80 (→ Siehe unter: Nr. 704).
10. ↑  
Gerhard Meier-Hilbert: Geographische Strukturen: Das natürliche Potential. (PDF; 1 MB; S. 27) In: www.nibis.de. S. 33, archiviert vom Original (nicht mehr online verfügbar) am 16. Juli 2011; abgerufen am 25. Mai 2019.
11. ↑  
Karl Janicke, Hermann Hoogeweg: Urkundenbuch des Hochstifts Hildesheim und seiner Bischöfe. Band 1. Leipzig 1896, S. 370.

 Zitiert nach:
 Ernst Förstemann: Altdeutsches Namenbuch. Nachdruck der 3. Aufl. von 1913 im Jahr 1983. 2, Teil 2 (L-Z). Nordhausen 1913, S. 1433 (→ Siehe unter: Vulfinga [Nr. 3, Wülfingen, Kreis Springe]).
12. ↑  
Jürgen Huck: Die Bock von Wülfingen. Allgemeines sowie Wachsen des Geschlechts 1175–1583 (= Quellen und Darstellungen zur Geschichte Niedersachsens. Band 122). Band 1. Verlag Hahnsche Buchhandlung, Hannover 2000, ISBN 3-7752-5809-4, S. 9 ff., 99.

 Mit Verweis auf:
 Ernst Förstemann: Altdeutsches Namenbuch. Nachdruck der 3. Aufl. von 1913 im Jahr 1983. 2, Teil 2 (L-Z). Nordhausen 1913, S. 1433 (→ Siehe unter: Vulfinga [Nr. 3, Wülfingen, Kreis Springe]).
13. ↑  
wiktionary: „Wulf“.
14. ↑  
Jürgen Huck: Die Bock von Wülfingen. Allgemeines sowie Wachsen des Geschlechts 1175–1583 (= Quellen und Darstellungen zur Geschichte Niedersachsens. Band 122). Band 1. Verlag Hahnsche Buchhandlung, Hannover 2000, ISBN 3-7752-5809-4.

Jürgen Huck: Die Bock von Wülfingen. Allgemeines sowie Linie Bockerode (= Quellen und Darstellungen zur Geschichte Niedersachsens. Band 130). Band 2, 1. Halbband. Verlag Hahnsche Buchhandlung, Hannover 2010, ISBN 978-3-7752-5931-6.

Jürgen Huck: Die Bock von Wülfingen. Linie Elze, Quellen und Stammtafeln (= Quellen und Darstellungen zur Geschichte Niedersachsens. Band 130). Band 2, 2. Halbband. Verlag Hahnsche Buchhandlung, Hannover 2010, ISBN 978-3-7752-5931-6.
15. ↑  
Verordnung über die Festsetzung eines Wasserschutzgebiets zugunsten der Wassergewinnungsanlage Poppenburg der Stadtwerke Hildesheim AG. (PDF; 293 kB) In: Internetseite Landkreis Hildesheim. 6. Dezember 2006, abgerufen am 16. Mai 2018.
16. 1 2  
Wasserwerk Poppenburg. In: Internetseite Heimatbund Wülfingen. Abgerufen am 16. Mai 2018.
17. ↑  
Wertvoller Fund eines Mummutschädels. In: Niedersächsische Post. 5. März 1911 (Digitalisat [auf der Seite des Heimat- und Geschichtsvereins Elze und seiner Ortsteile e. V.]).
18. ↑  
Heinz Röhl: Wasserversorgung Hildesheim ab 1880. Eigenverlag, Hildesheim, S. 58–84, 134–142.
19. ↑  
THW-Chronik von 1952 bis 1960. In: Internetseite Technisches Hilfswerk – Ortsverband Hildesheim. Juni 1959, abgerufen am 16. Mai 2018.
20. ↑  
Landkreis Hannover (Hrsg.): Gestern und heute – Juden im Landkreis Hannover. Hannover 1984, S. 189–192.
21. ↑  
Elly Brockmann: Brief aus Lugano. 11. September 1988 (im Pfarrarchiv von Wülfingen).
22. 1 2  
Statistisches Bundesamt (Hrsg.): Historisches Gemeindeverzeichnis für die Bundesrepublik Deutschland. Namens-, Grenz- und Schlüsselnummernänderungen bei Gemeinden, Kreisen und Regierungsbezirken vom 27.5.1970 bis 31.12.1982. W. Kohlhammer, Stuttgart / Mainz 1983, ISBN 3-17-003263-1, S. 205 (Statistische Bibliothek des Bundes und der Länder [PDF; 41,1 MB]).
23. ↑  
Ulrich Schubert: Gemeindeverzeichnis Deutschland 1900 – Landkreis Springe. Angaben vom 1. Dezember 1910. In: www.gemeindeverzeichnis.de. 3. Februar 2019, abgerufen am 10. April 2019.
24. ↑  
Michael Rademacher: Landkreis Springe (→ Siehe unter: Nr. 50). Online-Material zur Dissertation, Osnabrück 2006. In: eirenicon.com.
25. ↑  
Statistisches Bundesamt (Hrsg.): Amtliches Gemeindeverzeichnis für die Bundesrepublik Deutschland. Endgültige Ergebnisse nach der Volkszählung vom 13. September 1950. Band 33. W. Kohlhammer Verlag, Stuttgart/Köln 1950, S. 32, Sp. 1 (Digitalisat [PDF; 26,4 MB; abgerufen am 25. Mai 2019] Landkreis Springe, S. 41).
26. ↑  
Die Ortsvorsteher der Stadt Elze. In: Internetseite Stadt Elze. Abgerufen am 2. Juli 2017.
27. ↑  
Evangelisch-Lutherische Landeskirche Hannover (Hrsg.): Kirchliches Amtsblatt. Nr. 4. Eigenverlag, Hannover 2010, Nr. 45, Pfarramtliche Verbindung der evangelisch-lutherischen Kirchengemeinden Esbeck, Mehle und Wülfingen (Kirchenkreis Hildesheimer Land), S. 80–81 (Digitalisat [PDF; 672 kB; abgerufen am 31. Mai 2019] S. 16).
28. ↑  
Evangelisch-Lutherische Landeskirche Hannover (Hrsg.): Kirchliches Amtsblatt. Nr. 7. Eigenverlag, Hannover 2011, Nr. 83, Errichtung des „Evangelisch-lutherischen Kirchengemeindeverbandes Elze-Eime“ (Kirchenkreis Hildesheimer Land-Alfeld), S. 290 (Digitalisat [PDF; 1,9 MB; abgerufen am 31. Mai 2019] S. 40).
29. ↑  
Evangelische Kirchengemeinde Peter-und-Paul-Kirche in Elze (Hrsg.): Gemeindebrief Ostern. Elze 2011, S. 6 (Digitalisat (Memento vom 25. Februar 2014 im Internet Archive) [PDF; 2,8 MB] Gemeindeverband Leinetal Elze-Eime).
30. ↑  
Evangelisch-Lutherische Landeskirche Hannover (Hrsg.): Kirchliches Amtsblatt. Nr. 7. Eigenverlag, Hannover 2011, Satzung des Evangelisch-lutherischenKirchengemeindeverbandes Elze-Eime, § 3 Verbandsvorstand, S. 291 (Digitalisat [PDF; 1,9 MB; abgerufen am 31. Mai 2019] S. 41).
31. ↑  
Egon Wieckhorst: Das Wülfinger Gemeindehaus. In: Förderverein für die Stadtgeschichte von Springe e. V. (Hrsg.): Springer Jahrbuch 2016 für die Stadt und den Altkreis Springe. Springe 2016, S. 217–218.
32. ↑  
Egon Wieckhorst: Wiedereinweihung des restaurierten Ehrenmals am 19. Mai 2001 für die im Ersten Weltkrieg gefallenen und vermissten Soldaten aus Wülfingen. In: Förderverein für die Stadtgeschichte von Springe e. V. (Hrsg.): Springer Jahrbuch 2014 für die Stadt und den Altkreis Springe. Springe 2014, S. 138–139.
33. 1 2  
Heinz Weber (Bearb.): Flurnamenkarten 1:10.000 Blatt 5/2 Alferde des Landkreises Hannover. Hannover 1986.
34. ↑  
Tobias Gärtner, Kirsten Casemir: Die Siedlungskammer Eldagsen. Ein Forschungsprojekt zur kaiserzeitlichen und mittelalterlichen Besiedlungsgeschichte der Calenberger Börde. In: Ethnographisch-Archäologische Zeitschrift (EAZ). Band 48, 2007, S. 523, Karte 7.
35. ↑  
Heinz Weber (Bearb.): Flurnamenlexikon Alferde. Hannover 1986, S. 119–123.
36. ↑  
Egon Wieckhorst: Hardingsen. Ein wüst gewordener Ort. In: Förderverein für die Stadtgeschichte von Springe e. V. (Hrsg.): Springer Jahrbuch 2010 für die Stadt und den Altkreis Springe. Springe 2010, S. 62–66.
37. ↑  
Freiwillige Feuerwehr Wülfingen (Hrsg.): Festzeitschrift: 140 Jahre Freiwillige Feuerwehr Wülfingen. Feuerwehrfest am 18. und 19. Juni 2016. 50 Jahre Jugendfeuerwehr Wülfingen. Selbstverlag, Wülfingen 2016, S. 36 (Digitalisat (Memento vom 20. Juni 2016 im Internet Archive) [abgerufen am 31. Mai 2019]).
38. ↑  
Hannoversche Heimatfreunde e. V. – gegründet 1901 als Heimatbund Niedersachsen (Hrsg.): Jahresbuch. Hannover Mai 1941, S. 101.
39. ↑  
Festschrift Gemischter Chor Wülfingen. In: Internetseite Heimat- und Geschichtsverein Elze und seiner Ortsteile e. V. Abgerufen am 24. Mai 2019.
40. ↑  
Freiwillige Feuerwehr Wülfingen (Hrsg.): Festzeitschrift: 140 Jahre Freiwillige Feuerwehr Wülfingen. Feuerwehrfest am 18. und 19. Juni 2016. 50 Jahre Jugendfeuerwehr Wülfingen. Selbstverlag, Wülfingen 2016 (Digitalisat (Memento vom 20. Juni 2016 im Internet Archive) [abgerufen am 31. Mai 2019]).
41. ↑  
Alexander Raths: „Ich würde das immer wieder tun“. In: Internetseite Hildesheimer Allgemeine Zeitung. 21. Mai 2015, abgerufen am 16. Mai 2018.